# Писаный Камень
Писаный Камень — известняковые скалы на правом берегу реки Вишеры в 50 км к востоку — северо-востоку от Красновишерска ниже деревни Акчим Пермского края. Высота скал до 100 метров, длина около 2 км. Известны прежде всего наскальной живописью эпохи неолита. Офицер шведской армии немецкого происхождения Филипп Иоганн фон Страленберг, попавший в плен после Полтавской битвы, первым скопировал изображения и опубликовал их в 1730 году в своей книге «Историко-географическое описание Северной и Восточной частей Европы и Азии» на немецком языке. В 1885 году наскальные рисунки осмотрел геолог, профессор Казанского университета Пётр Иванович Кротов. Чаще всего встречаются изображения лосей, солярные символы, антропоморфные личины.
На скалах произрастают 5 эндемичных и 60 реликтовых видов растений. Из редких растений здесь встречается венерин башмачок пятнистый.

## Ссылки

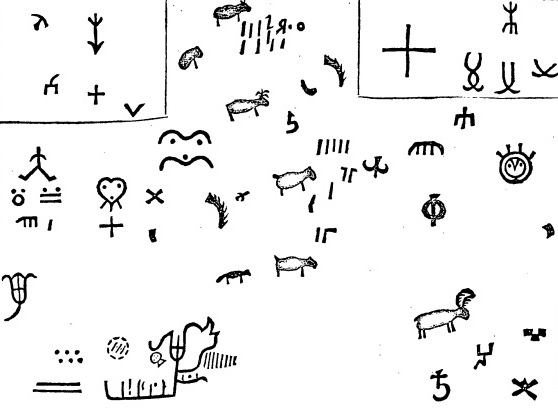
Наскальные изображения